# Luis María Torres
Luis María Torres (1878-1937) fue un abogado y arqueólogo argentino. Fue un destacado investigador y docente arqueólogo, así como director del Museo de La Plata entre los años 1920 y 1932.

## Actividad académica
Luis María Torres se graduó de abogado en la Universidad de Buenos Aires, aunque no ejerció nunca como tal y no demostró interés en esta disciplina. Desde su infancia siempre se interesó por temas arqueológicos y americanistas. Luego de recibirse ingresó al Museo Nacional de Buenos Aires (actualmente, Museo Argentino de Ciencias Naturales) en el año 1901 con un cargo de adscripto a la Sección de Arqueología. Dos años más tarde se une a la Junta de Historia y Numismática Americana (que actualmente conforma la Academia Nacional de la Historia) y posteriormente a la Sección Arqueología del Museo de La Plata. A esta institución se incorpora como encargado de la Sección Arqueología el 1 de mayo de 1905, a partir de una gestión realizada por Bartolomé Mitre ante Francisco Pascasio Moreno. Esto ocurrió justo en momentos previos a su nacionalización e incorporación a la Universidad de La Plata. De esta forma, en el año 1912, al crearse el Departamento de Arqueología y Etnografía en este museo, es nombrado como jefe de dicha división.
Junta de Historia y Numismática Americana, de la que ambos participaban, justo en momentos previos a su nacionalización e incorporación a la Universidad de La Plata. De esta forma, en el año 1912, al crearse el departamento de arqueología y etnografía en este museo, es nombrado como jefe de dicha división.
Además, desde el año 1920 y hasta 1932 ejerció como profesor en la cátedra Introducción a los estudios históricos de la Facultad de Filosofía y Letras de la Universidad de Buenos Aires. También ejerció la docencia en la Facultad de Humanidades de la Universidad Nacional de La Plata, en la que dictó la cátedra de Prehistoria y Etnología. En el año 1922 fue nombrado miembro de la Academia Nacional de Ciencias de Córdoba.
En el Museo de La Plata es donde desarrollará una extensa carrera. Desde el año 1920 fue su director, durante cuya gestión se realizaron gran cantidad de cambios y adquiere el rango de instituto por estatuto del poder ejecutivo nacional. A su vez, durante su gestión, que abarcó 12 años entre 1920 y 1932, el Museo de La Plata se ubica en una posición de relativa independencia frente a la Universidad. También realiza un inventario completo de los materiales que se encontraban depositados en los distintos departamentos científicos del Museo, tratando de enfatizar la función didáctica de las muestras. Estas obras se sintetizan en la edición en 1927 de una guía para visitar el Museo de La Plata, en el cual redactó el capítulo dedicado al departamento de arqueología y etnografía.

## Investigaciones
Luis María Torres participa de la publicación del libro Manual de Historia de la Civilización Argentina, cuyos autores fueron Rómulo Carbia, Emilio Ravignani, Luis Molinari y él mismo. Este libro forma parte de lo que se denominó «Nueva escuela histórica», en el cual se comenzó a utilizar el término civilización, ya no para designar la etapa última de la evolución (siguiendo a los teóricos evolucionistas que habían predominado previamente), sino para referirse a un tipo de ideal de vida que existía ya desde los inicios de la humanidad. Además, en este libro comenzaron a presentar e interpretar los datos arqueológicos y etnográficos en términos de «prehistoria» y «protohistoria», para cada caso. Asimismo, abogan por una mayor sistematicidad de los procedimientos científicos a través de la enseñanza. Otro aspecto en el que se resalta los intereses y enfoques propios de Torres, el empleo de categorías espaciales, a través de las cuales el territorio argentino en la base para determinar las «regiones geoétnicas».
Realizó una gran cantidad de viajes de investigación, tanto en el norte, centro y norte de la Patagonia. A comienzos de la década de 1910 se dedicó al estudio del litoral marítimo de la provincia de Buenos Aires, a partir de lo cual publicó varios trabajos junto con Carlos Ameghino, hermano del renombrado paleontólogo Florentino Ameghino. Este tema también lo continuó posteriormente, encarando investigaciones en el extremo austral de la provincia de Buenos Aires, en la zona de San Blas.

## Fallecimiento
Los últimos años de su vida estuvo aquejado por una enfermedad que le fue privando de movilidad y le provocaba grandes dolores. Igualmente, siguió trabajando hasta su muerte. Por ejemplo, en 1932 —cinco años antes de su muerte— presentó unos trabajos en XXV Congreso Internacional de Americanistas que se desarrolló en La Plata. Sin embargo, estos trabajos fueron leídos por su colega Fernando Márquez Miranda.

## Algunas publicaciones
- Torres, Luis María. (1911). Los Primitivos Habitantes del Delta del Paraná. Biblioteca Centenaria 4, Universidad Nacional de La Plata, Buenos Aires.
- Torres, Luis María y Ameghino, Carlos (1912-1915). «Investigaciones antropológicas y geología del litoral marítimo sur de la Pcia. de Buenos Aires». Physis, vol. 1, pág. 261/262.
- Torres, Luis María y Ameghino, Carlos. (1913). «Informe preliminar sobre las investigaciones geológicas y antropológicas en el litoral marítimo sur de la provincia de Buenos Aires». Revista del Museo de la Plata, tomo XX. (2.ª serie, tomo VII), pág. 153/167.
- Torres, Luis María (1917). «Los tiempos prehistóricos y protohistóricos». En Carbia, Rómulo, ed. Manual de historia de la civilización argentina (Buenos Aires: Compañía Sudamericana de Billetes de Banco).
- Torres, Luis María (1922). «Arqueología de la península de San Blas (Provincia de Buenos Aires)». Revista del Museo de La Plata, tomo 26, pag. 473-532.
- Torres, Luis María (1927). Guía para visitar el Museo de La Plata. Imprenta y Casa Editora Coni.
- Roth, S.; Schiller, Walter, White, L.; Kantor, M.; Torres, Luis María. (1915) «Nuevas investigaciones geológicas y antropológicas en el litoral marítimo de la Provincia de Buenos Aires». Anales del Museo Nacional de Historia Natural de Buenos Aires, tomo XXVI, pág. 417/431.